# Charente-Maritime
Charente-Maritime je francouzský departement ležící v regionu Nová Akvitánie. Název pochází od řeky Charente a přívlastek „Přímořská“ jej odlišuje od sousedního departementu Charente. Člení se na 5 arrondisementů. Hlavní město je přístav La Rochelle.

## Arrondisementy
- Jonzac
- La Rochelle
- Rochefort
- Saintes
- Saint-Jean-d'Angély

## Sousední departementy
| Růžice kompasu |                   | Vendée  | Deux-Sèvres | Růžice kompasu |
| Růžice kompasu |                   | Sever   | Charente    | Růžice kompasu |
| Růžice kompasu | Charente-Maritime |         | Charente    | Růžice kompasu |
| Růžice kompasu | Jih               |         | Charente    | Růžice kompasu |
| Růžice kompasu |                   | Gironde | Dordogne    | Růžice kompasu |